# Viosz Ferenc
Nemesvitai Viosz Ferenc Lajos (Andráshida, Zala vármegye, 1861. október 4. – Nagykanizsa, Zala vármegye, 1918. június 11.) jogász, a nagykanizsai járás főszolgabírája 1896 és 1918 között, a zalamegyei alkoholellenes mozgalomnak a lelkes előharcosa, megyebizottsági tag, a zalamegyei nemesi pénztár választmányának tagja, a Polgári Hadi Érdemkereszt II. osztály tulajdonosa, a Zalamegyei Gazdasági Egyesület tagja, földbirtokos.

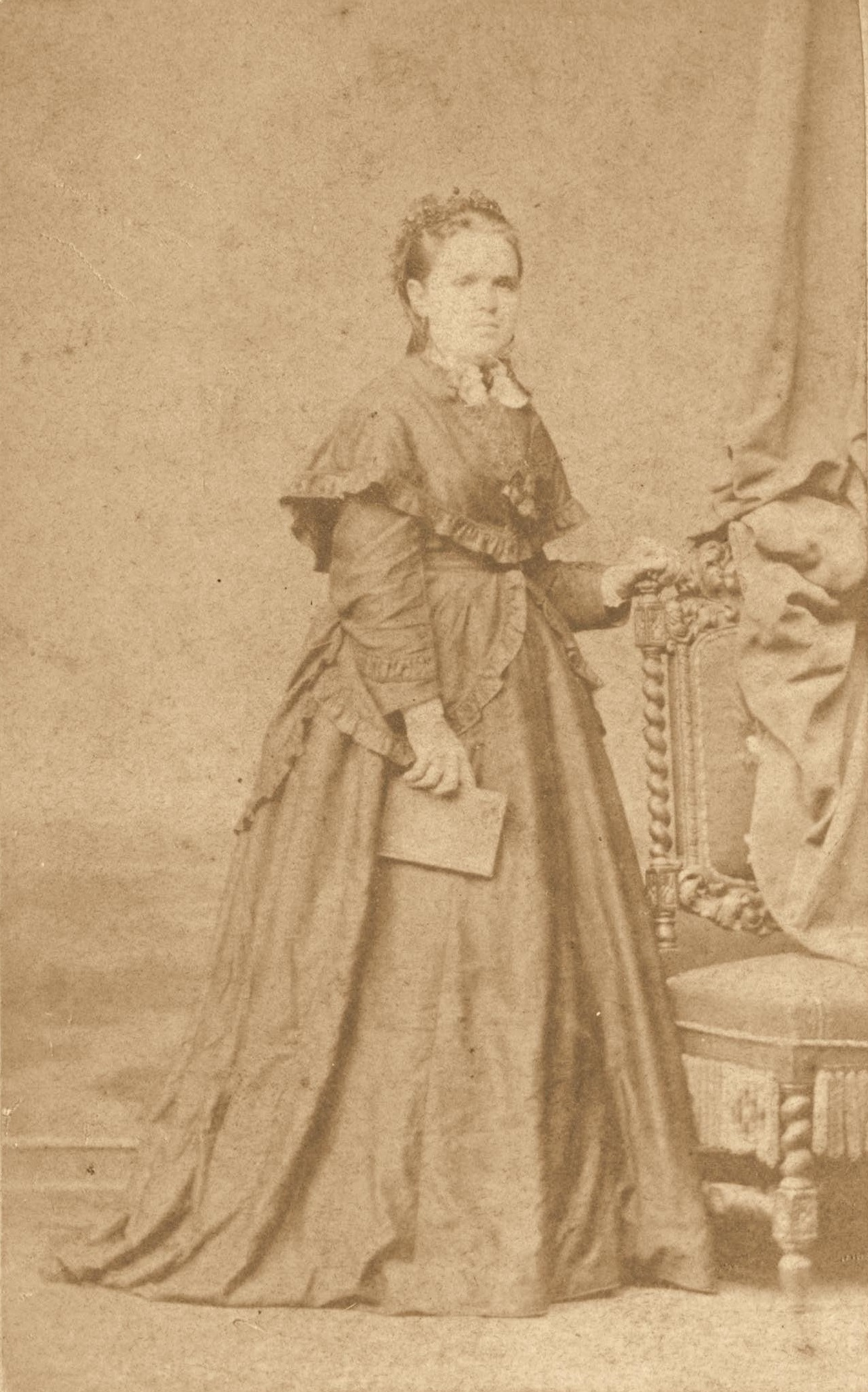
Boldogfai Farkas Ferencné nemesnépi Marton Zsófia (1842–1900), nemesvitai Viosz Lajos (1836–1869) földbirtokos özvegye; Viosz Ferenc főszolgabíró édesanyja

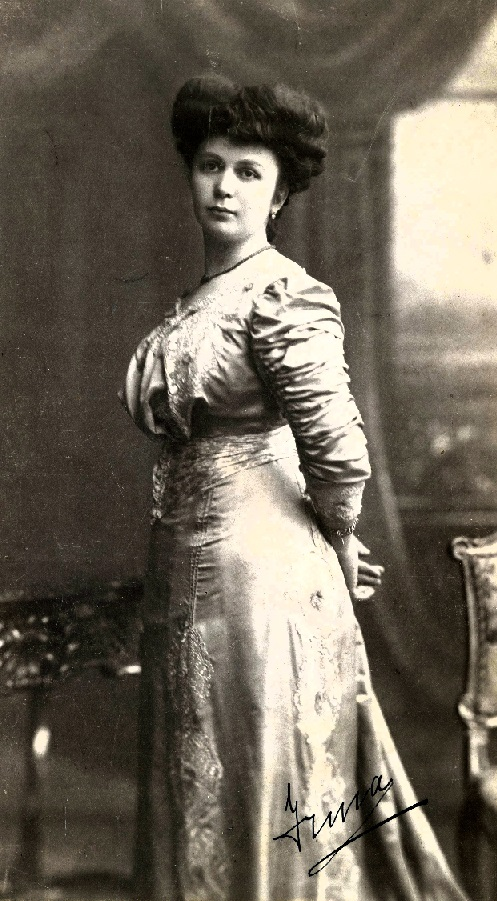
Nemesvitai Viosz Ferencné egyházasbüki Dervarics Irma (1878–1958), a nagykanizsai főszolgabíró felesége

## Családja és származása
A Zala vármegyei nemesi származású nemesvitai Viosz családban született. Édesapja nemesvitai Viosz Lajos (1836–1869), andráshidai földbirtokos, a "Zalamegyei Gazdasági Egyesület" alapító tagja, édesanyja a nemesnépi Marton családból való nemesnépi Marton Zsófia (1842–1900) volt. Apai nagyszülei nemesvitai Viosz Imre (1787 – ? 1850 után, 1856 előtt) táblabíró, földbirtokos, és a miskei és monostori Thassy család sarja, miskei és monostori Thassy Mária (1797–1873) voltak. Anyai nagyszülei nemesnépi Marton József (1797–1858) jogász, táblabíró, alszolgabíró, andráshidai birtokos, és verbói Szluha Rozália (1816–1883) voltak. Viosz Ferenc keresztszülei zokoli és illyefalvi Csutor Imre (1813–1891) Zala vármegye alispánja, és felesége hottói Nagy Johanna (1818–1902) voltak. Egyik apai nagybátyja nemesvitai Viosz Pál (1818–1882) andráshidai földbirtokos, akinek a neje szarvaskendi és óvári Sibrik Irén (1832–1879), Deák Ferencnek, a haza Bölcsének az elsőfokú unokatestvére; a másik nagybátyja nemesvitai Viosz László (1819–1868), gelsei földbirtokos, valamint a két nagynénje nemesvitai Viosz Kunigunda (1817–1865), nemes Vida Lajos (1821–1874) lukafai földbirtokosnak a hitvese, és nemesvitai Viosz Ilona (1830–1860), akinek a férje hottói Nagy Károly (1816–1911) zalaegerszegi alszolgabíró, ügyvéd, országgyűlési írnok, földbirtokos. Viosz Ferenc egyetlen édestestvére nemesvitai Viosz Mária (1863–1935), akinek a férje boldogfai Farkas Imre (1860–1895), hagyárosi földbirtokos volt.
Viosz Ferenc már 8 évesen elvesztette az édesapját; édesanyja, nemesnépi Marton Zsófia, apja saját férje kérésére, férjhez ment annak a legjobb barátjához, a boldogfai Farkas családból származó, boldogfai Farkas Ferenc (1838–1908) boldogfai birtokoshoz, aki később a vármegye számvevője és pénzügyi számellenőre lett. Édesanyja második házassága révén, féltestvére volt boldogfai dr. Farkas Istvánnak (1875–1921), Sümeg város főszolgabírájának, illetve vitéz boldogfai Farkas Sándor (1880–1946) ezredesnek, a Zala megyei vitézi rend székkapitányának is. Farkas Ferenc (1838–1908) Viosz Ferenc mostohaapja lett, valamint egyben gyámja és nevelője; habár nem vér szerinti, a saját apjának tekintette.

## Élete
Középiskoláit Veszprémben és Győrött, az egyetemet Budapesten végezte. Pályafutását Zala vármegye szolgálatában kezdte, 1887. január 1-je és 1888. január 15-e között a letenyei járás szolgabírája lett. 1888. január 15-étől 1892. december 11-éig a pacsai szolgabíró volt.
Az 1890. május 4-én Zalaegerszegen zajlott „Zalamegyei Gazdasági Egyesület" évi közgyűlésén, Viosz Ferenc pacsai lakós kérvényezte, hogy néhai édesatyja Viosz Lajos úr után az alapító tagságot rá átruházni. A közgyűlés a kérelemnek helyet adott és az alapító tagságot néhai Viosz Lajosról, annak utódára, Viosz Ferenc úrra átruházta.
1892. december 11-én 30 éves korában már a novai járás főszolgabírája volt, tisztségét 1896. május 12-éig töltötte be. Ezután, 1896. május 12-én, a nagykanizsai járási főszolgabírói hivatal élére választották meg és ezt a hivatalt látta el haláláig, amely 1918. június 11-én következett be. Édesanyja végrendelete szerint, Viosz Ferenc örökölte meg a Marton kastélyt, amely Andráshidán volt, és onnantól fogva Viosz-kastélyként ismerték. 
1901. augusztus elején Jozsef főherceg gyorsvonattal Nagykanizsára érkezett hivatalos látogatósban; az állomáson fogadására megjelentek a többi kozt Jankovich László dr, gróf zalai főispán, Vécsey Zsigmond nagykanizsai polgármester a városi hatóság élén; Tóth László királyi törvényszéki elnök, nemesvitai Viosz Ferenc főszolgabíró, valamint Csertán Károly zalai alispán; számos beszéd után, a főherceg távozott másnap. A látogatása szervezését nagy részben Viosz Ferenc főszolgabíró intézte. 1906. május 26-án Igen szép ünnepeltetetésben volt része Viosz Ferenc nagykanizsai főszolgabírónak; e napon töltötte be főszolgabírói működésének tizedik évét, mely alkalmat tisztelői és barátai felhasználtak ahhoz, hogy örömüknek és nagyrabecsülésüknek kifejezést adjanak. A járás tisztikara előbb tisztelgett a főszolgabírónál, majd egy társas-vacsora keretén belül számos pohárköszöntő üdvözölte a jubilánst. A bankett a legjobb hangulatban a késő esti órákig tartott. A 20. század elején zajlott alkoholellenes mozgalomnak lelkes előharcosa volt a vármegyében és ezen a téren emiatt nagy jelentőségű érdemeket szerzett. 1907. július 9-én Viosz Ferenc főszolgabíró a nagykanizsai járás „alkoholellenes bizottság“ megalakítására hívta össze járásbeli jegyzőket és más egyéb alkoholellenes mozgalombeli személyegeket, akik az "Alkoholellenes Szövetséget" képviselték, a zalai alispán rendeletével élve; Viosz Ferenc azt jelentette ki, hogy: "magam személyesen is, úgy hivatalos utón, mint társadalmi utón teljes készséggel nyújtok segédkezet, ezen egész nemzedéket a vagyoni romlás és erkölcsi veszélylyel fenyegető alkoholismus megtörésére". Hosszas reklám kampányok után, Viosznak a mértéktelen alkoholfogyasztást jelentősen sikerült lecsökkenteni a járásán belül. Amikor Csány László szobrát kívánták felállítani Zalaegerszegen és nagy lelkesedéssel kezdtek pénzt gyűjteni, a vármegye főszolgabirai erősen munkálkodtak, ahhoz, hogy több társasági rendezvényen szerezzenek pénzt: nemesvitai Viosz Ferenc, nagykanizsai, Mayer István, novai, pálfiszeghi Pálffy László pacsai és főleg Karácsony Kálmán, tapolcai főszolgabirak mulatságokat valamint ünnepélyeket szerveztek járásukon az 1910-es években.
Légrád zalamegyei község most egy minden elismerésre 1913. februárjában méltó mozgalmat indított meg. Szobrot akarnak emelni Légrád végvára volt vitézi kapitányának, a hőskatonának és költőnek Zrínyi Miklósnak, és Viosz Ferenc volt légrádi szolgabíró elnöklésével országos mozgalmat indítottak, hogy egybegyűjtsék a szerénynek tervezett szobor költségeit.
Az első világháború nagy káosza alatt sikeresen kormányozta a járást; 1917. augusztus 2-án mivel Nagykanizsa lakossága hosszú ideje nem fért hozzá a liszthez cirka 400 főből álló tömeg a főszolgabírói hivatal elé vonult, ahol egy pár percig lármásan tüntetett; négy-öt tégladarabot a nyitott ablakon át bedobálhattak, mire a katonaság jött, és a tömeget az utcából kiszorította. Az élelmiszerhiányt hamarosan Viosz főszolgabíró megoldotta, és a rendet helyreállította a városban.
Viosz Ferenc igen szorgalmas és tevékeny egyénisége után vármegye szerte ismert volt és fel is szólították az alispáni szék pályázatára, amelyet azonban elhárított magától. Tagja volt a magyar nemesi pénztárnak, a vármegyei Gazdasági Egyesületnek, valamint elnöke volt a nagykanizsai Kaszinónak is.
Viosz Ferenc egészen haláláig viselte a nagykanizsai főszolgabírói tisztséget: 1918. június 11-én, Nagykanizsán hunyt el a Batthyány utcai 14.-es szám alatti nyolc szobás házban Nagykanizsán. A ingatlan 1903-ban Viosz Ferenc főszolgabíró birtokába került, aminek eredményeként ide költözhetett a főszolgabírói hivatal (halála után a család eladta a házat, és a vármegye csak 1927-ben vásárolta meg magán tulajdontól. 1918. szeptember 9-én az újonnan megválasztott nagykanizsai főszolgabíró nagymányai Koller István vette át a hivatalt.

## Felesége és gyermekei

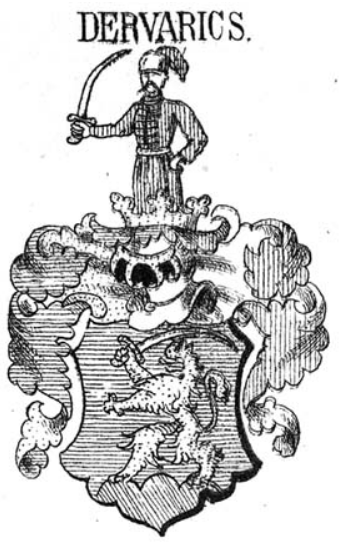
Az egyházasbüki Dervarics család címere

1899 decemberében Viosz Ferenc eljegyezte a zalai nemesi egyházasbüki Dervarics családnak a sarját, egyházasbüki Dervarics Irmát; 1900. január 21-én Zalatárnokon oltárhoz vezette egyházasbüki Dervarics Mária Anna Rozáliát (Zalaegerszeg, 1878. augusztus 5.–Budapest, 1958. június 15.), egyházasbüki Dervarics János (1845–1905) szentkozmadombjai földbirtokos, és Tivolt Vilma (1854–1898) lányát. Násznagyok voltak: a vőlegény részéről miskei és monostori Thassy Lajos (1857–1925), a zalaegerszegi járás főszolgabirája; a menyasszony részéről egyházasbüki Dervarics Imre (1842–1910) kilimáni nagybirtokos. Koszorús lányok voltak: koppányi Háry Klarissze (1882–1931), a majdani dr. garamszeghi Géczy Imréné; egyházasbüki Dervarics Gyöngyi (1878–1969), a majdani kopacseli Boér Sándorné; egyházasbüki Dervarics Gizella (1884–†?), a majdani koppányi Háry Dezsőné; és boldogfai Farkas Margit (1888–1972), a majdani dr. udvardi és básthi Udvardy Jenőné. Az egyházi esketést Töreky Árpád, udvari pap végezte. Viosz Ferenc és Dervarics Irma házasságából született:
- nemesvitai Viosz Györgyi Mária Vilma (Nagykanizsa, 1901. augusztus 15. – Budapest, 1999. október 28.).[19] Férje: Sebestyén-Kováts István (Sopron, 1895. január 1.–Külsővat, 1959. május 26.)
- nemesvitai Viosz Ferenc Lajos Imre (Nagykanizsa, 1904. október 30. – Badacsony, 1983. szeptember 1.) okleveles gazda. Felesége: nemesnépi Marthon Erzsébet Mária Magdolna (Zalaegerszeg, 1903. május 23. – Badacsony, 1984. október 22.).

## Származása
| nemesvitai Viosz Ferenc Lajos (Andráshida, Zala vármegye, 1861. október 4. – Nagykanizsa, 1918. június 11.) jogász, a nagykanizsai járás főszolgabírája, földbirtokos. | Apja: nemesvitai Viosz Lajos (Andráshida, 1836 június 1.– Andráshida, 1869. június 29.) "Zalamegyei Gazdasági Egyesület" alapító tagja, andráshidai földbirtokos | Apai nagyapja: nemesvitai Viosz Imre (Nemesvita, 1787. november 10. – ? 1850 után, 1856 előtt) táblabíró, földbirtokos                                                         | Apai nagyapai dédapja: nemesvitai Viosz József (Nemesvita, 1733– Nemesvita, 1803. február 5.) táblabíró, szántói járás alszolgabírája, földbirtokos. (Szülei: nemesvitai Viosz Tamás, a szántói járás alszolgabírája, földbirtokos)                                  |
| nemesvitai Viosz Ferenc Lajos (Andráshida, Zala vármegye, 1861. október 4. – Nagykanizsa, 1918. június 11.) jogász, a nagykanizsai járás főszolgabírája, földbirtokos. | Apja: nemesvitai Viosz Lajos (Andráshida, 1836 június 1.– Andráshida, 1869. június 29.) "Zalamegyei Gazdasági Egyesület" alapító tagja, andráshidai földbirtokos | Apai nagyapja: nemesvitai Viosz Imre (Nemesvita, 1787. november 10. – ? 1850 után, 1856 előtt) táblabíró, földbirtokos                                                         | Apai nagyapai dédanyja: sidi Sidy Katalin (Salomvár, 1749. október 21. – Salomvár, 1796. május 16.) (Szülei: sidi Sidy Pál, földbirtokos, az egerszegi járás alszolgabíraja és salomvári László Borbála)                                                             |
| nemesvitai Viosz Ferenc Lajos (Andráshida, Zala vármegye, 1861. október 4. – Nagykanizsa, 1918. június 11.) jogász, a nagykanizsai járás főszolgabírája, földbirtokos. | Apja: nemesvitai Viosz Lajos (Andráshida, 1836 június 1.– Andráshida, 1869. június 29.) "Zalamegyei Gazdasági Egyesület" alapító tagja, andráshidai földbirtokos | Apai nagyanyja: miskei és monostori Thassy Mária (Zalalövő, 1797. július 25.– Nemesvid, 1873. február 15.)                                                                     | Apai nagyanyai dédapja: miskei és monostori Thassy Mihály (Zalalövő, 1767. február 23.– Nemesvid, 1804. március 7.) zalalövői földbirtokos. (Szülei: miskei és monostori Thassy László, földbirtokos és dávodi Bakó Rozália)                                         |
| nemesvitai Viosz Ferenc Lajos (Andráshida, Zala vármegye, 1861. október 4. – Nagykanizsa, 1918. június 11.) jogász, a nagykanizsai járás főszolgabírája, földbirtokos. | Apja: nemesvitai Viosz Lajos (Andráshida, 1836 június 1.– Andráshida, 1869. június 29.) "Zalamegyei Gazdasági Egyesület" alapító tagja, andráshidai földbirtokos | Apai nagyanyja: miskei és monostori Thassy Mária (Zalalövő, 1797. július 25.– Nemesvid, 1873. február 15.)                                                                     | Apai nagyanyai dédanyja: csengeri Háczky Anna (Kemeneshőgyész, 1776. május 14.– Nemesvid, 1871. szeptember 19.). (Szülei: csengeri Háczky József, Vas vármegyei táblabíró, földbirtokos és salfai Szita Zsuzsanna)                                                   |
| nemesvitai Viosz Ferenc Lajos (Andráshida, Zala vármegye, 1861. október 4. – Nagykanizsa, 1918. június 11.) jogász, a nagykanizsai járás főszolgabírája, földbirtokos. | Anyja: nemesnépi Marton Zsófia (Nemesnép, 1842. augusztus 18. – Andráshida, 1900. április 19.)                                                                   | Anyai nagyapja: nemesnépi Marton József (Andráshida, 1797. április 5.- †Andráshida, 1858. július 16.) jogász, táblabíró, egerszegi, majd zalalövői alszolgabíró, földbirtokos. | Anyai nagyapai dédapja: nemesnépi Marton György (Nemesnép 1767. június 16. – Andráshida, 1843. április 1.) táblabíró, zalalövői alszolgabíró, földbirtokos. (Szülei: nemesnépi Marton György, táblabíró, zalalövői főszolgabíró, földbirtokos és bocföldi Visy Anna) |
| nemesvitai Viosz Ferenc Lajos (Andráshida, Zala vármegye, 1861. október 4. – Nagykanizsa, 1918. június 11.) jogász, a nagykanizsai járás főszolgabírája, földbirtokos. | Anyja: nemesnépi Marton Zsófia (Nemesnép, 1842. augusztus 18. – Andráshida, 1900. április 19.)                                                                   | Anyai nagyapja: nemesnépi Marton József (Andráshida, 1797. április 5.- †Andráshida, 1858. július 16.) jogász, táblabíró, egerszegi, majd zalalövői alszolgabíró, földbirtokos. | Anyai nagyapai dédanyja: petrikeresztúri Patay Rozália (Söjtör, 1779– Andráshida, 1845. január 5.) (Szülei: petrikeresztúri Patay László, földbirtokos és baranyavári Baranyay Anna)                                                                                 |
| nemesvitai Viosz Ferenc Lajos (Andráshida, Zala vármegye, 1861. október 4. – Nagykanizsa, 1918. június 11.) jogász, a nagykanizsai járás főszolgabírája, földbirtokos. | Anyja: nemesnépi Marton Zsófia (Nemesnép, 1842. augusztus 18. – Andráshida, 1900. április 19.)                                                                   | Anyai nagyanyja: verbói Szluha Rozália (Nemesnép, 1816. február 22.– Andráshida, 1883. július 9.)                                                                              | Anyai nagyanyai dédapja: verbói Szluha János (1789– Szentgyörgyvölgy, 1829. február 1.) seborvos, kisszegi földbirtokos |
| nemesvitai Viosz Ferenc Lajos (Andráshida, Zala vármegye, 1861. október 4. – Nagykanizsa, 1918. június 11.) jogász, a nagykanizsai járás főszolgabírája, földbirtokos. | Anyja: nemesnépi Marton Zsófia (Nemesnép, 1842. augusztus 18. – Andráshida, 1900. április 19.)                                                                   | Anyai nagyanyja: verbói Szluha Rozália (Nemesnép, 1816. február 22.– Andráshida, 1883. július 9.)                                                                              | Anyai nagyanyai dédanyja: nemes Kováts Zsuzsanna (1791.– –Szentgyörgyvölgy, 1847. május 26.) |